# Celebrate The Nun
Celebrate The Nun — німецький гурт.

## Історія
В 1988 році H.P. Baxxter і Rick J. Jordan об'єдналися в колектив під назвою Celebrate The Nun. Перерахувати повний склад можна було так: Rick J. Jordan, Slin Tompson, H.P. Baxxter, Britt Maxime (сестра H.P. Baxxter'a). Якщо перекласти назву українською мовою, то вона звучатиме як «Розвесели черницю». Стиль треків можна порівняти з такими гуртами як Pet Shop Boys, Camouflage і Depeche Mode, але у той час це був дуже популярний стиль.
В 1990 році виходить перший альбом команди Celebrate The Nun який називався «Meanwhile» (продюсером цього альбому був Axel Henninger, який раніше працював з гуртом Camouflage). Гурт отримав гарний рейтинг серед слухачів, потрапляючи в різні топи і чарти. У 1990 році Slin Tompson покинув гурт. Їх другий і останній альбом — «Continuous» вийшов в 1991 році.
Впродовж всієї творчісті гурту Celebrate The Nun було випущено декілька синглів. Після розпаду була створена група The Loop! у колектив якої був запрошений Ferris Bueller. Вони створювали ремікси на популярні треки різних гуртів, але проіснував The Loop! дуже не довго, H.P. Baxxter, Ferris Bueller та Rick J. Jordan створили гурт Scooter, а Jens Thele став їх менеджером.

## Дискографія

### Альбоми
- 1990 «Meanwhile»
- 1991 «Continuous»

### Сингли
- 1988 «Ordinary Town»
- 1989 «Will You Be There»
- 1990 «She's A Secretary»
- 1991 «Patience»
- 1991 «You Make Me Wonder»
- 1991 «DJ Remixes»